# Арыджы, Эрсин
Эрсин Арыджы (тур. Ersin Arıcı, род. 7 июля 1991, Шанлыурфа, Турция) — турецкий актёр театра и кино.

## Биография
Родился 7 июля 1991 года в турецком городе Шанлыурфа.
Окончил Стамбульский коммерческий университет и получил диплом об образовании в данном учебном заведении. Эрсин в юношеские годы начал интересоваться театральной деятельностью, изучал актёрское мастерство в Художественной академии Османа Ягмурдерели. После 2015 года стал сниматься в кинематографии. Получил известность в России после роли Абидина Кутлая в турецком телесериале «Зимородок».

## Личная жизнь
- Супруга — Берил Позам (с 2024 года). Пара познакомилась на съёмках телесериала «Зимородок». По ряду авторитетных источников, супруги ждут ребёнка[2][3][10].

## Фильмография
- 2016–2017 — Кто из нас не любил? (Hangimiz sevmedik?) — Сами
- 2018 — Человеческая вина (Insanlik Sucu) — Турхан
- 2018–2019 — Дворик (Yard, The; Avlu) — Кадир
- 2021 — Хрупкие жизни (Paper Lives; Kağıttan Hayatlar) — Гонсалес
- 2022 — Не уходи (Don't Leave; Kal) — участие
- 2022–2025 — Зимородок — Абидин Кутлай
- 2022–2025 — Подводная лодка (Yakamoz S-245; Bir Denizaltı Hikayesi) — Альтан